# Odonteus gandhara
Odonteus gandhara is een keversoort uit de familie cognackevers (Bolboceratidae). De wetenschappelijke naam van de soort werd in 2005 gepubliceerd door Carpaneto & Mignani.